# Trảng Bàng
Trảng Bàng est un village du Sud-Ouest du Viêt Nam situé dans la province de Tây Ninh et dans le district dont elle est le chef-lieu, le district de Trảng Bàng.

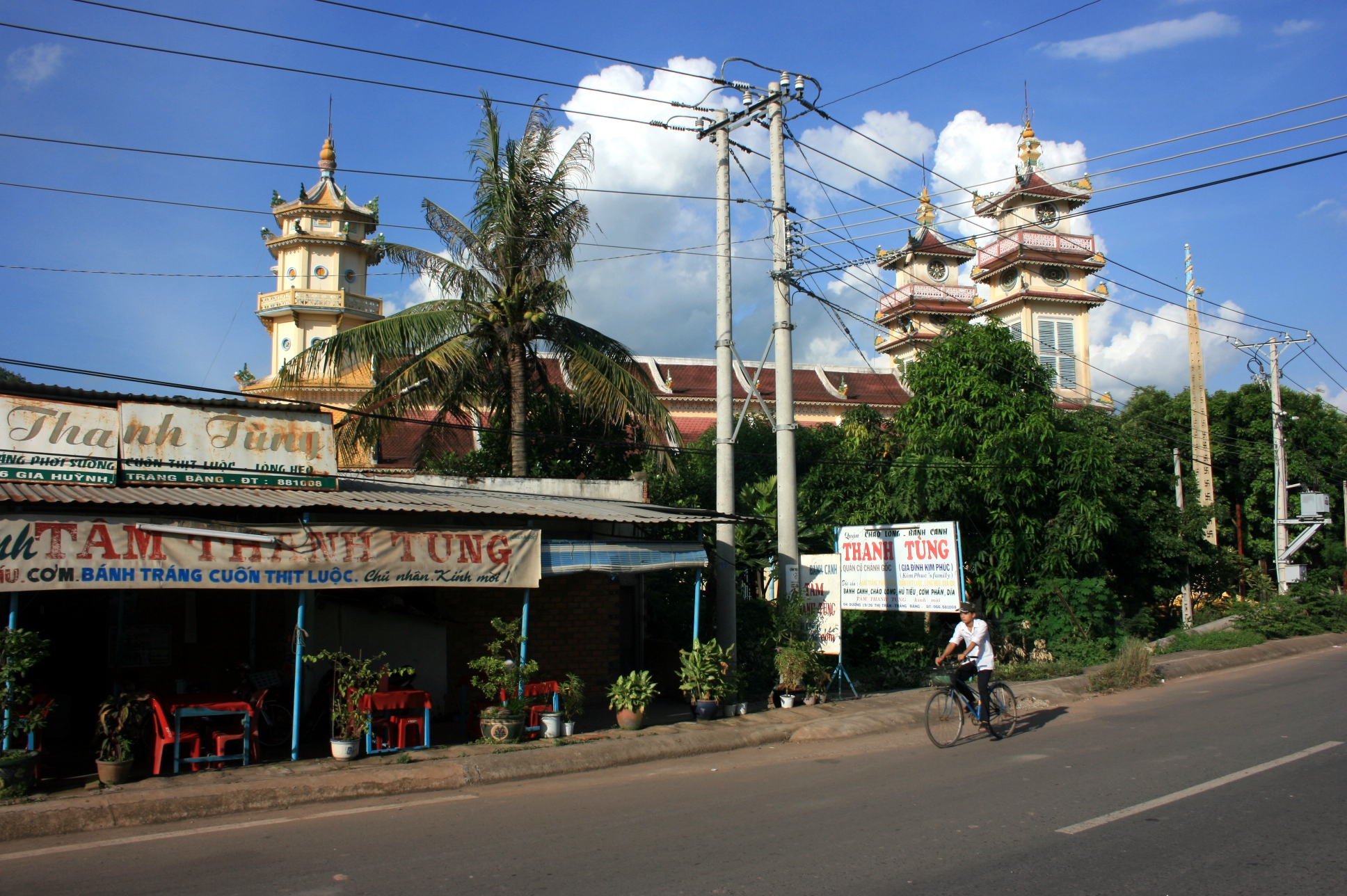
Vue depuis la route du village de Trang Bang, non loin de l'ancienne maison de Phan Thị Kim Phúc. Le restaurant est tenu par des membres de la famille de cette dernière.

## Histoire
Le 8 juin 1972, l'armée vietnamienne bombarde le village le croyant un repaire de vietcongs. L'erreur se révèle monumentale car l'objectif bombardé, une pagode, est l'endroit où se sont réfugiés des soldats de l'armée sud-vietnamienne, des femmes, des vieillards et des enfants qui résident dans la ville déjà ravagée par l'opération Junction City qui va de février à mai 1967. Les habitants, la plupart brûlés à cause du napalm, fuient le village. C'est là que Nick Ut prend le cliché de la jeune Phan Thị Kim Phúc symbolisant l'horreur de la guerre du Viêt Nam.

## Géographie
La ville est reliée à Hô-Chi-Minh-Ville par l'autoroute QL-1, qui passe par la ville de Cu Chi.